# Margaret Purce
Margaret Purce, née le 20 décembre 1995 à Silver Spring aux États-Unis, est une joueuse internationale américaine de soccer qui joue au poste d'attaquante.

## Biographie
Purce né le 20 décembre 1995 à Silver Spring, dans le Maryland, aux États-Unis. Elle est la fille de James Purce, et a un frère aîné, JP Purce. Elle commence à jouer au soccer lorsqu'elle est enfant, suivant ainsi les traces de son frère. Elle fréquente le lycée catholique Our Lady of Good Counsel à Olney, dans le Maryland, près de sa ville natale de Silver Spring, où elle est nommée joueuse de l'année Gatorade du Maryland en 2012 et All-American de la NSCAA en 2010 et 2011.
Purce inscrit 42 buts en 69 apparitions avec l'Université Harvard, est nommée deux fois joueuse de l'année de l'Ivy League, en 2015 et 2016, et fait partie de l'équipe première de la NSCAA All-American en 2016. Elle se spécialise en psychologie à Harvard en vue d'une future carrière en droit.

### En club
Après avoir joué à Harvard, Purce est recrutée par les Breakers de Boston en neuvième choix de la NWSL College Draft 2017. Elle participe à vingt-deux matchs pour Boston et marque un but.

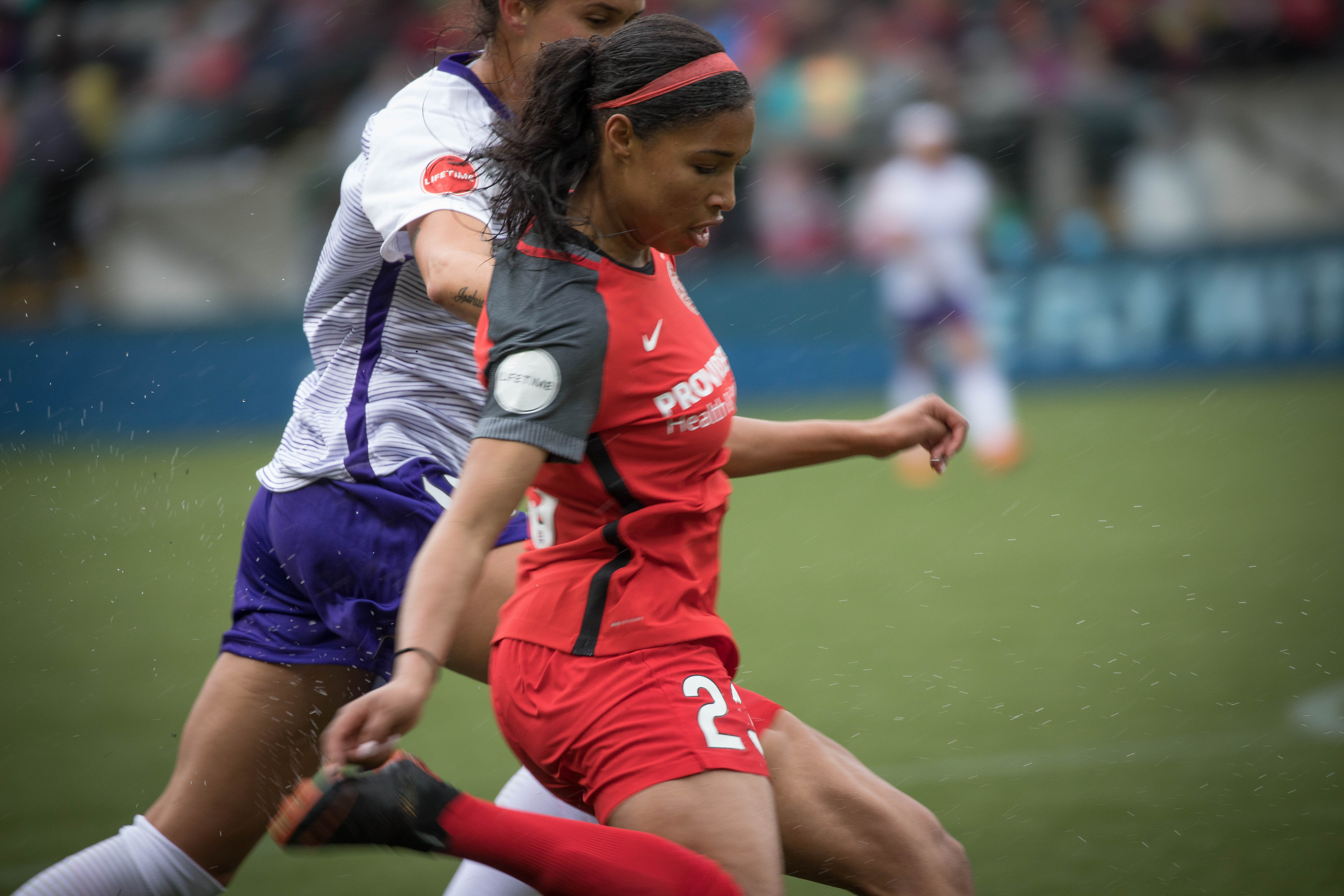
Margaret Purce avec les Thorns de Portland en 2018.

Après la dissolution des Breakers en janvier 2018, la ligue organise un repêchage de dispersion pour les joueurs des Breakers ; Purce est sélectionné en quatrième choix par les Thorns de Portland.
Purce joue vingt-et-une rencontres pour les Thorns en 2018, jouant principalement en tant qu'arrière droit. Au cours de la saison 2019 de NWSL, Purce évolue au poste d'attaquante, et marque notamment cinq buts en l'espace de cinq matchs.
Purce est transférée au Sky Blue FC en 2020. Au cours de la saison 2021 de NWSL, Purce joue au poste d'attaquante et marque neuf buts. Elle termine deuxième meilleure buteuse de la saison et est nommée dans le meilleur XI de la NWSL lors des NWSL Awards 2021, aux côtés de ses coéquipières Caprice Dydasco et Kailen Sheridan. Purce est également finaliste pour le titre de MVP de la NWSL 2021.
En janvier 2022, Purce signe une prolongation de contrat de deux ans avec le Gotham du NJ/NY. L'entraîneur principal du Gotham, Scott Parkinson, décrit Purce comme une « joueuse de soccer intelligente qui peut défendre de l'avant pendant 90 minutes et qui est une menace constante lorsque nous avons le ballon ».

### En sélection
Purce est appelée en moins de 17 ans, moins de 20 ans et moins de 23 ans. Elle participe à la Coupe du monde féminine des moins de 17 ans de la FIFA 2012. Elle joue quatre matchs lors de la Coupe du monde U17 2012, et inscrit des buts pour les moins de 20 ans américaines contre la France en amical et contre le Mexique lors du Championnat U20 de la CONCACAF 2014.
Purce reçoit sa première convocation en équipe nationale féminine des États-Unis pour le Tournoi des nations 2017, mais elle ne participe à aucun des trois matchs. Elle reçoit une autre convocation en juin 2018 pour une paire de matchs amicaux contre la Chine, mais se blesse à la cheville lors du camp d'entraînement et est écartée des deux rencontres amicales.
En novembre 2019, lors du premier camp d'entraînement de Vlatko Andonovski en tant que nouvel entraîneur principal des États-Unis, Purce obtient une autre convocation. Bien qu'elle ait joué principalement en tant qu'attaquante tout au long de sa carrière, Purce est amenée au camp pour expérimenter en tant que défenseure. Purce dispute son premier match avec les États-Unis lors de la rencontre amicale contre le Costa Rica le 10 novembre 2019. Elle dispute l'intégralité du match en tant qu'arrière droite, et voit un de ses centres dévié pour un but contre son camp du Costa Rica lors de la victoire 6-0 de l'équipe américaine. Purce marque son premier but pour les États-Unis contre la Colombie le 21 janvier 2021.

## Statistiques
| #  | Date            | Lieu                                                     | Adversaire  | Score | Résultat | Compétition                             |
| -- | --------------- | -------------------------------------------------------- | ----------- | ----- | -------- | --------------------------------------- |
| 1. | 22 janvier 2021 | Exploria Stadium, Orlando, États-Unis                    | Colombie    | 6–0   | 6–0      | Match amical                            |
| 2. | 13 juin 2021    | PNC Stadium, Orlando, États-Unis                         | Jamaïque    | 3–0   | 4–0      | Match amical                            |
| 3. | 12 avril 2022   | Subaru Park, Chester, États-Unis                         | Ouzbékistan | 8–0   | 9–0      | Match amical                            |
| 4. | 4 juillet 2022  | Estadio Universitario, San Nicolás de los Garza, Mexique | Haïti       | 3–0   | 3–0      | Championnat féminin de la CONCACAF 2022 |

## Palmarès
Équipe des États-Unis
- Coupe SheBelieves (2) :
  - Vainqueure : 2021 et 2022.
- Championnat féminin de la CONCACAF (1) :
  - Vainqueure : 2022.

## Vie privée
Purce remplit actuellement un mandat de six ans en tant que membre du conseil d'administration de l'Université de Harvard. Purce a cofondé et est actuellement membre du conseil d'administration du Black Women's Players Collective, un organisme à but non lucratif dont l'objectif est de faire progresser les opportunités pour les filles noires dans le sport et au-delà.
Le 24 mars 2021, Purce est invitée à la Maison-Blanche avec sa coéquipière de l'équipe nationale, Megan Rapinoe, pour sensibiliser à l'importance de l'égalité des salaires. Elle y déclare : « On ne s'attendrait jamais à ce qu'une fleur s'épanouisse sans eau. Mais les femmes dans le sport qui n'ont pas eu droit à l'eau, à la lumière du soleil et à la terre sont censées s'épanouir. Investissez dans les femmes, et nous en reparlerons quand vous en verrez le retour ».